# ソラトビデオ4
『ソラトビデオ4』は、日本のロックバンド・スピッツの4作目のビデオクリップ集。規格はDVD。2005年8月3日にユニバーサルミュージックより発売。レーベルはユニバーサルJ。

## 概要
- ジャケットや曲タイトルのアニメーションは、テクテクのビデオクリップと連動している。
- エンドクレジットでは、シングル「正夢」のカップリング曲「リコリス」のインスト音源を使用。

## 収録曲
1. テクテク
監督：三宅彩
2. スターゲイザー
監督：UGICHIN
3. ハネモノ
監督：UGICHIN
4. 水色の街
監督：竹内鉄郎
5. 遥か
監督：木村豊
6. さわって・変わって
監督：番場秀一
7. 正夢
監督：竹内鉄郎
8. 春の歌
監督：前嶋輝
※この曲のみ、曲が始まる前のアニメーションタイトルはなく、撮影前のライブ会場での様子を収録。また、撮影終了後の様子も収録されている。